# London Spitfire
London Spitfire ist ein professionelles Overwatch E-Sport-Team mit Sitz in London, England, das in der Overwatch League (OWL) antritt. Das Team ist eines von zwölf Gründungsmitgliedern der OWL und war das neunte Franchise, dessen Marken offiziell von Activision Blizzard veröffentlicht wurden. Die Organisation gehört der amerikanischen eSports-Organisation Cloud9.
Sie wurden die ersten Stage Champions von OWL, als sie New York Excelsior am 11. Februar 2017 in einem Reverse Sweep besiegten.

## Roster
Das ursprüngliche London Spitfire Roster bestand aus 12 Spielern, welche maximal erlaubt waren. Das Roster bestand ausschließlich aus südkoreanischen Spielern, von denen viele früher für Cloud9 KongDoo und GC Busan spielten. Das Team und sein Dienstplan wurden am 1. November 2017 bekanntgegeben und sind damit das neunte Team, das angekündigt wurde.
Spitfire-Trainer Agape verließ das Team am 9. Januar 2018. Der beliebte Overwatch-YouTuber „Stylosa“ wurde am 11. Januar, zwei Tage später, als offizieller britischer Berater eingestellt.
Am 20. Februar 2018 kündigte Spitfire den Handel von Main Tank Fissure an die Los Angeles Gladiators an. Am nächsten Tag, dem 21. Februar, gaben sie bekannt, dass sie den DPS-Spieler Rascal an Dallas Fuel verkauft hatten.
Spitfire trennte sich am 7. März 2018 von Cheftrainer Beom-joon „Bishop“ Lee. Die Gründe dafür sind offiziell nicht bekannt, aber es ist Berichten zufolge auf schlechte Beziehungen zwischen dem Trainer und den Spielern zurückzuführen.
Am 8. März 2018 kündigte Spitfire die Verpflichtung von Jang-hyun „TiZi“ Hwang an, einem großen Tankspieler, der früher für RunAway spielte.
London Spitfire kündigte am 1. April scherzhaft an, dass Overwatch YouTuber und Spitfire Mitarbeiter Stylosa Profit als Haupt-DPS des Teams ersetzen würde.
Am 28. Juli 2018 gewann London Spitfire die Debüt-Saison der Overwatch League mit einem 3:0-Sieg im Finale gegen Philadelphia Fusion.

### Spieler
| Nr. | Alias    | Name            | Nationalität | Position     | Letztes Team |
| --- | -------- | --------------- | ------------ | ------------ | ------------ |
| 13  | Profit   | Joon-yeong Park | Südkorea     | DPS          | GC Busan     |
| 18  | Hooreg   | Dong-eun Lee    | Südkorea     | DPS          | GC Busan     |
| 10  | WOOHYAL  | Seung-hyun Sung | Südkorea     | Flex         | GC Busan     |
| 7   | Gesture  | Jae-hee Hong    | Südkorea     | Tank         | GC Busan     |
| 15  | HaGoPeun | Hyeon-woo Jo    | Südkorea     | Flex Support | GC Busan     |
| 4   | Closer   | Won-sik Jung    | Südkorea     | Support      | GC Busan     |
| 20  | birdring | Ji-hyuk Kim     | Südkorea     | DPS          | C9 Kongdoo   |
| 19  | Fury     | Jun-ho Kim      | Südkorea     | Flex         | Team Liquid  |
| 22  | Bdosin   | Choi-tae Seung  | Südkorea     | Flex Support | C9 Kongdoo   |
| 8   | NUS      | Jong-seok Kim   | Südkorea     | Flex Support | Meta Athena  |
| -   | TiZi     | Jang-hyun Hwang | Südkorea     | Tank         | RunAway      |

Stand: 20. April 2018

## Sponsoring
Am 1. März 2018 wurde bekannt gegeben, dass London Spitfire mit Logitech eine einjährige Sponsoring-Partnerschaft eingehen wird. Logitech liefert jetzt alle Gaming-Kopfhörer, Mäuse, Mauspads und Tastaturen für das Team. Das Logitech G-Logo wurde an diesem Tag auch auf den Spitfire-Trikots aufgedruckt.